# حارة يحي عمران (صنعاء)

تعديل مصدري - تعديل

حارة يحي عمران هي إحدى حارات حي معين بمديرية معين إحد مديريات العاصمة اليمنية صنعاء، بلغ تعداد سكانها 3029 نسمة حسب تعداد اليمن لعام 2004.